# Avicularia panamensis
Avicularia panamensis är en spindelart som först beskrevs av Simon 1891.  Avicularia panamensis ingår i släktet Avicularia och familjen fågelspindlar. Inga underarter finns listade.